# Zu allem entschlossen
Zu allem entschlossen (Originaltitel: Meet Danny Wilson)  ist ein US-amerikanisches Filmdrama aus dem Jahr 1952 von Joseph Pevney mit Frank Sinatra und Shelley Winters in den Hauptrollen. Der Film wurde von Universal-International Pictures produziert.

## Handlung
Der Sänger Danny Wilson und sein Partner, der Pianist Mike Ryan, haben Mühe, sich einen Namen zu machen, werden jedoch durch schlecht bezahlte Auftritte und Dannys Vorliebe, Schlägereien anzuzetteln, die Mike beenden muss, daran gehindert. Nachdem sie wieder einmal wegen einer Schlägerei aus einem Club geworfen werden, treffen sie die Sängerin Joy Carroll und vereinbaren, sie in eine Bar zu begleiten, damit sie sich betrinken kann, ohne von anderen Männern belästigt zu werden. Ein betrunkener Danny schlägt bald einen Polizisten, er und Mike landen im Gefängnis. Am nächsten Morgen zahlt jemand eine Kaution und hinterlässt ihnen eine Nachricht, dass sie den Gangster Nick Driscoll in seinem Nachtclub besuchen sollen. Dort ist Nick von Dannys Gesangstalent beeindruckt und bietet ihnen einen Job an. Obwohl Mike besorgt ist, als Nick auf fünfzig Prozent von Dannys zukünftigen Einnahmen besteht, überzeugt Danny ihn, dass ein schlechter Deal besser ist als gar kein Deal. Die Freunde beginnen noch am selben Abend mit der Arbeit. Als Joy vor der Show vorbeikommt, stellen sie fest, dass sie Sängerin im Club ist und sowohl ihre Kaution als auch ihren Job arrangiert hat, um ihnen für ihre Hilfe zu danken. Danny, der sich schnell in Joy verliebt, weigert sich, Mikes Warnung zu glauben, dass Nick sie auch liebt. Nick jedoch erkennt Dannys Gefühle für Joy sofort. Als Danny und Joy nach der Show ausgehen, ruft Nick zwanghaft bei Joy zu Hause an, bis sie zurückkommt. 
Im Laufe des nächsten Jahres wird Danny immer bekannter und beliebter, aber selbst nachdem er einen Plattenvertrag und eine Show am Broadway bekommt, kassiert Nick immer noch die Hälfte von Dannys gesamten Gewinnen. Eines Tages erfahren Mike, Danny und Joy, dass Nick wegen eines Gangstermordes gesucht wird und untergetaucht ist. Danny will die Gelegenheit nutzen, um ihren Deal platzen zu lassen, aber Mike weigert sich, sein Wort gegenüber Nick zu brechen. Danny, der durch seinen plötzlichen Ruhm verwöhnt ist, gerät in eine Schlägerei mit Straßenschlägern, bei der Mike Danny helfen muss. Während Joy Mikes Wunden versorgt, offenbart sie, dass sie ihn liebt, nicht Danny. Obwohl Mike zugibt, dass er sie auch liebt, erklärt er, dass er sie niemals seinem besten Freund wegnehmen könnte, woraufhin Joy hinausstürmt. 
Wochen später, als Danny in einem Hollywoodfilm mitspielt, weigert sich Joy, seine Anrufe zu beantworten. Als Mike sieht, wie Danny immer verzweifelter wird, ruft er Joy an und überredet sie, ihm zuliebe zu kommen. Als sie an diesem Abend eine Party zu Dannys Ehren besucht, verkündet er der Menge, dass sie verlobt sind, ohne eine Antwort von ihr zu erhalten. Sie geht trotz seiner Einwände, kehrt aber später am Abend in Mikes Hotelzimmer zurück. Sie sagt Mike, dass sie nicht bei ihnen bleiben kann, wenn er ihre Liebe nicht erwidert, aber gerade als er sie umarmt, betritt Danny das Zimmer. Verbittert verbringt er die nächsten Tage in betrunkenem Zustand. Einmal tritt er bei einer Benefizshow auf, zu betrunken zum Singen. Tage später unterschreibt Mike die Vertragsfreigabe, die Dannys Anwalt für ihn aufgesetzt hat, und sagt Danny, dass er ein gemeiner, kleiner Mensch geworden ist. In diesem Moment kommt Nick, um sein Geld abzuholen, das Danny bereits ausgegeben hat. Als Danny Nick angreift, springt Mike vor ihn, gerade als Nick eine Waffe zieht und schießt. Nick sagt Danny, dass er das Geld an diesem Abend zum örtlichen Baseballfeld bringen muss, und rennt hinaus. Im Krankenhaus, während sie ängstlich auf Mikes Diagnose warten, sagt Joy Danny, dass die ganze Situation ihre Schuld war. Danny erkennt, dass er möglicherweise den einzigen Freund verliert, den er jemals wirklich hatte. Er rennt zum Baseballstadion und verwickelt Nick in eine Schießerei, die endet, als die Polizei, die Danny aus dem Krankenhaus gefolgt ist, Nick niederschießt. Monate später begleiten die frisch verheirateten Mike und Joy den erfreuten Danny zu seinem Auftritt im London Palladium.

## Hintergrund
Gedreht wurde der Film von Ende Juni bis zum 31. Juli 1951 in New York (Brooklyn Bridge) und Los Angeles sowie in den Universal-Studios in Universal City.
Universal veranstaltete einen nationalen Wettbewerb, bei dem das Publikum seine zehn Lieblingslieder von Frank Sinatra für den Film auswählen sollte. Eine Pressemeldung vom 16. Mai 1951 berichtete, dass Shelley Winters vom Studio kurzzeitig suspendiert wurde, weil sie sich weigerte, sofort von New York nach Los Angeles zu ihren Kostümproben und Probeaufnahmen zu fliegen. Als der Film in San Francisco Premiere hatte, gab Sinatra vor Beginn des Films einen eintägigen Liveauftritt im Orpheum Theatre.
Bernard Herzbrun und Nathan Juran oblag die künstlerische Leitung. Russell A. Gausman und Julia Heron waren für das Szenenbild zuständig, Bill Thomas für die Kostüme, Bud Westmore, Jack Kevan und Bernard Ponedel für das Maskenbild. Verantwortliche Toningenieure waren Frank Artman, Leslie I. Carey, Richard DeWeese, John Kemp und A. B. Roberts. Frank X. Shaw und Les Warner arbeiteten als Regieassistenten, Gene Polito als Kameraführer. 
Die schottische Popband Danny Wilson wurde nach der Hauptfigur des Films benannt. 1987 erschien ihr erstes Album mit dem Titel Meet Danny Wilson.

## Musik
Folgende Songs wurden im Film gespielt:
- You're a Sweetheart von Harold Adamson und Jimmy McHugh
- She’s Funny That Way von Richard A. Whiting und Neil Moret
- A Good Man Is Hard to Find von Eddie Green
- That Old Black Magic von Johnny Mercer und Harold Arlen
- When You’re Smiling von Mark Fisher, Joe Goodwin und Larry Shay
- All of Me von Seymour Simon und Gerald Marks
- I’ve Got a Crush on You von Ira und George Gershwin
- How Deep Is The Ocean von Irving Berlin
- Lonesome Man Blues von Sy Oliver

## Synchronisation
Die deutsche Synchronfassung entstand 1959 im Auftrag der Berliner Synchron GmbH Wenzel Lüdecke unter der Dialogregie von Gert Weber nach einem Dialogbuch von Gerda von Rüxleben.
| Rolle            | Schauspieler    | Deutscher Synchronsprecher |
| ---------------- | --------------- | -------------------------- |
| Danny Wilson     | Frank Sinatra   | Wolfgang Kieling           |
| Joy Carroll      | Shelley Winters | Inge Landgut               |
| Mike Ryan        | Alex Nicol      | Horst Niendorf             |
| Nick Driscoll    | Raymond Burr    | Klaus Miedel               |
| Tommy Farrell    | Tommy Wells     | Herbert Stass              |
| Polizei-Sergeant | Donald MacBride | Clemens Hasse              |
| Dr. Palmer       | Leon Ames       | Heinz Engelmann            |
| Lieutenant Kelly | George Eldredge | Wolfgang Eichberger        |
| Betrunkener      | Jack Kruschen   | Hans Emons                 |

Anmerkung: Die kursiv geschriebenen Namen sind Rollen und Darsteller, die nicht im Abspann erwähnt wurden.

## Veröffentlichung
Die Premiere des Films fand am 7. Februar 1952 in Los Angeles statt. In der Bundesrepublik Deutschland kam er am 4. September 1959 in die Kinos, in Österreich bereits im Juli 1959.

## Kritiken
Der Filmkritiken-Aggregator Rotten Tomatoes hat in einer Auswertung ein Publikumsergebnis von 57 Prozent positiver Bewertungen ermittelt.
Die zeitgenössische Kritik fiel gemischt aus. Während der Kritiker der Variety in dem Film eine glaubwürdige Unterhaltung, die die meiste Zeit mit Sinn für Humor gespielt werde, sah, klagte Jay Carmody im The Evening Star, der Film nutze Talent im Wert von einer halben Million Dollar für ein 4,35-Dollar-Drehbuch. Shelly Winters repräsentiere dabei vier Fünftel des Talents, sie liefere einen grandiosen, aber sinnlosen Kampf, um den Wert des Drehbuchs auf 10 Dollar zu erhöhen.
A. H. Weiler von der The New York Times wiederum befand, der Film sei auf die Talente von Frank Sinatra zugeschnitten und sei angenehm melodisch und liebenswürdig. Dagegen Richard Brody schrieb im Magazin The New Yorker, der Film sei ein auffälliger, wenn auch oberflächlicher Spaß mit einem überraschenden psychodramatischen Ruck.
Das Lexikon des internationalen Films schrieb: „Thema und Machart sind gleichermaßen abgegriffen, doch immerhin empfiehlt sich in einer Szene der singende Frank Sinatra, der erst zwei Jahre später als Charakterdarsteller entdeckt wurde.“